# Église Gustave Adolphe
L'église  Gustave Adolphe (en suédois : Gustaf Adolfskyrkan) est une église située dans le quartier d'Östermalm à Stockholm en Suède,.  

## Présentation
L'église Gustaf Adolphe est située dans la partie nord du parc Gustaf Adolf. 
L'édifice, conçu par Carl Möller, a été consacré en 1892 par l'évêque Gottfrid Billing en tant qu'église de garnison de la Svea livgarde (sv), mais appartient désormais à la paroisse d'Oscar de l'Église de Suède.

## Architecture
L'église a été conçue par l'architecte Carl Möller, qui quelques années plus tôt avait été responsable de la conception de l'église Saint-Jean. 
Semblable à celle-ci, Möller a conçu une église en briques de style néogothique, mais à une échelle nettement plus petite. 
Cependant, le plan de l'édifice orienté est-ouest est asymétrique selon les influences anglo-saxonnes, avec une nef latérale au nord et une tour carrée au nord-ouest qui abrite le portail de l'église. 
La sacristie est placée au nord-ouest et la salle d'armes fait saillie au sud-ouest.
Les façades sont réalisées en briques rouges sur un socle en granit. 
Le portail ouest néogothique représente Saint Georges et le dragon et, avec le relief de Gustave II Adolphe, est réalisé en pierre calcaire sculptée. Deux rosaces dominantes avec de lourdes traceries en calcaire sont orientées vers l'est et l'ouest. 
Les cloches de l'église ont été coulées en 1893 à Stockholm par la société Backman & Co.
Les murs intérieurs et le plafond étaient à l'origine décorés de peintures d'Agi Lindegren, dont il ne reste aujourd'hui que quelques-unes. Les murs sont désormais blanchis à la chaux. 
L'artiste Cecilia Bachér, a créé les fenêtres en arc brisé au nord et au sud d'après les croquis de Möller. Ils représentent des rois suédois, des batailles et des insignes d'entreprise.
Les boiseries de l'intérieur, des bancs, de la chaire et du retable, entre autres, ont été réalisées à l'école d'artisanat du régiment par des recrues sous la direction du célèbre sculpteur sur bois, le lieutenant John Klingspor.
Le retable est un tableau Le Bon Pasteur de Joakim Skovgaard.
L'église est protégée en vertu du chapitre 4 de la loi sur les monuments culturels.

## Galerie

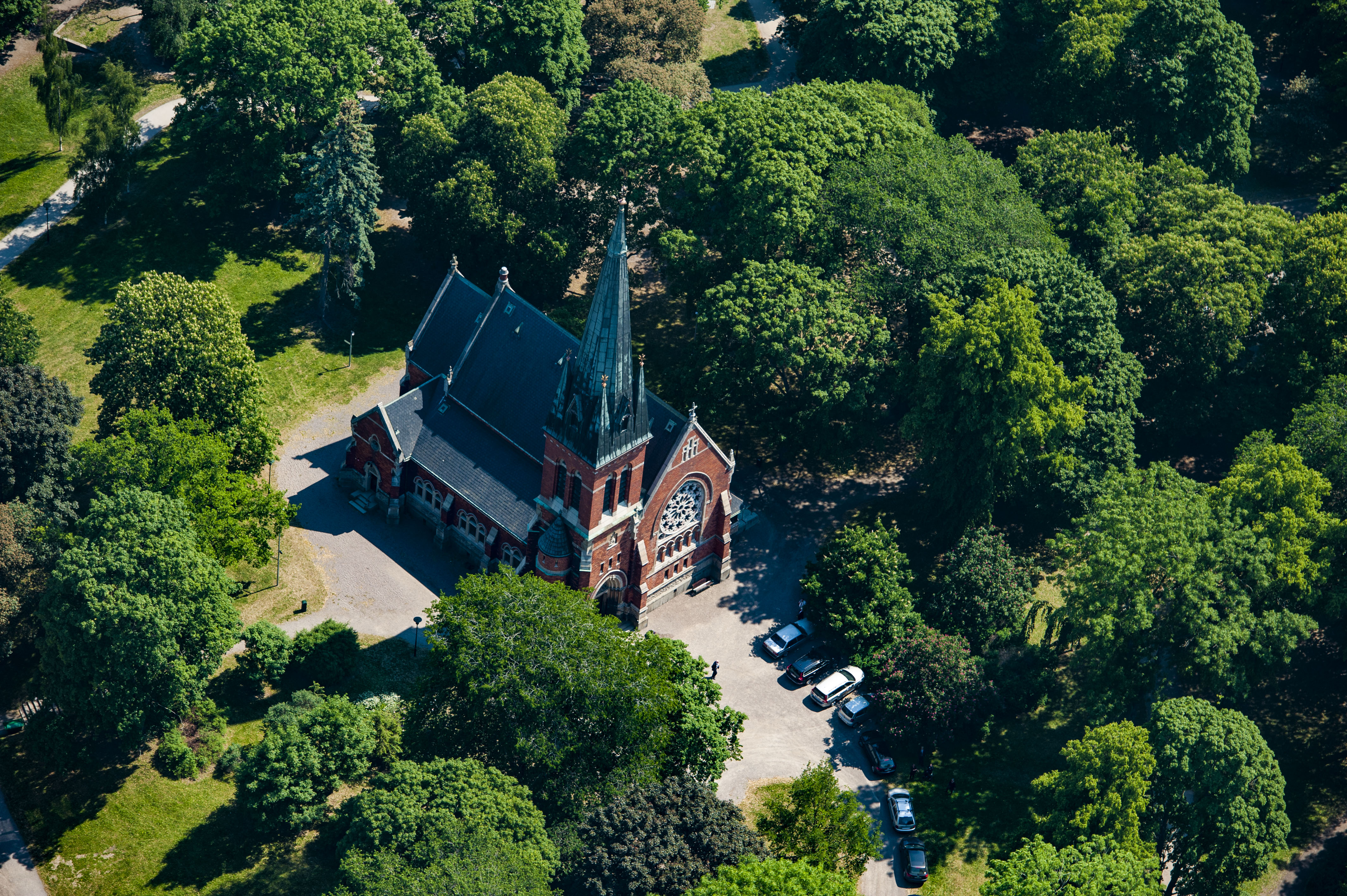
Vue aérienne  de l'église.
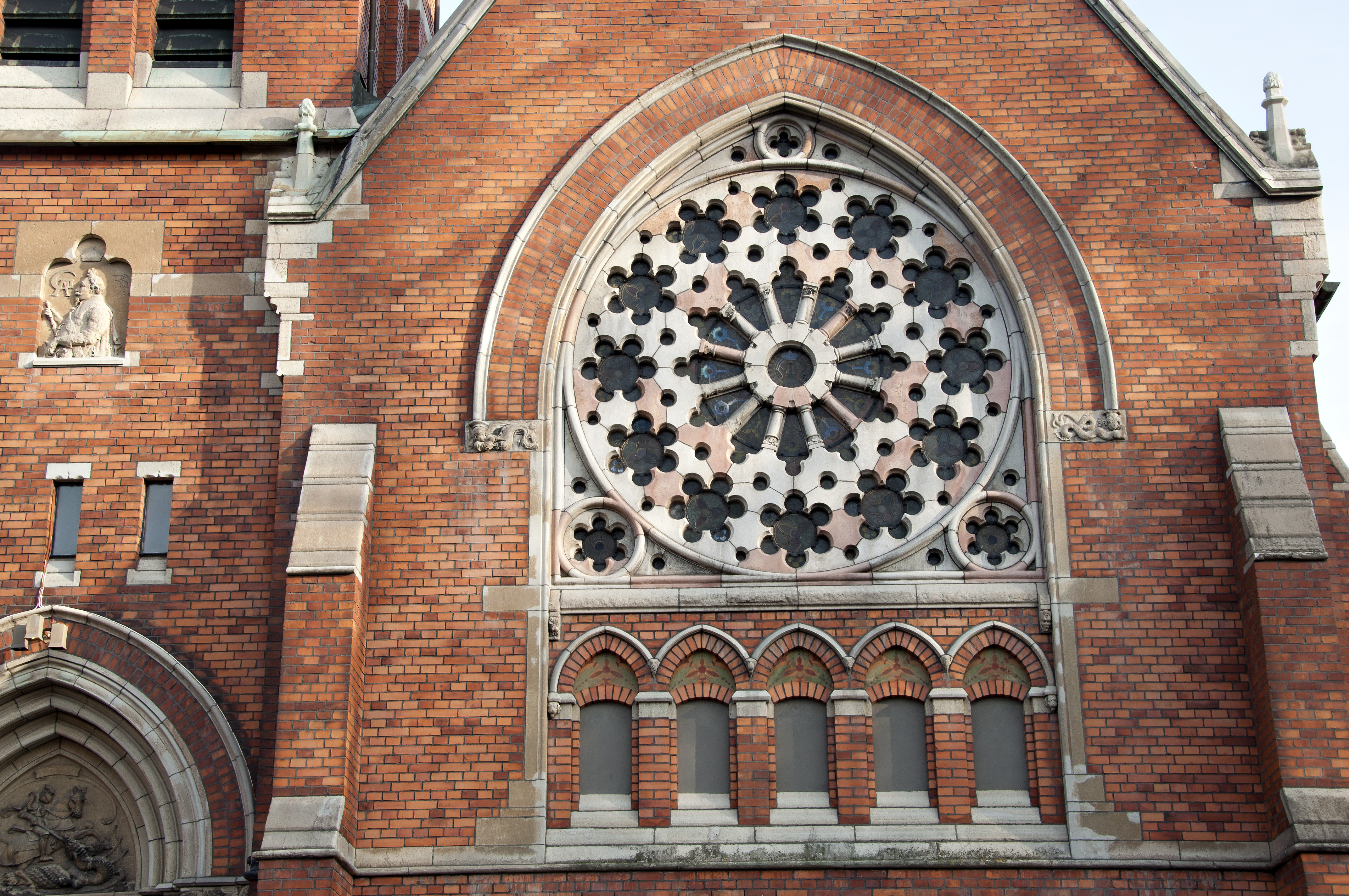
La rosace.
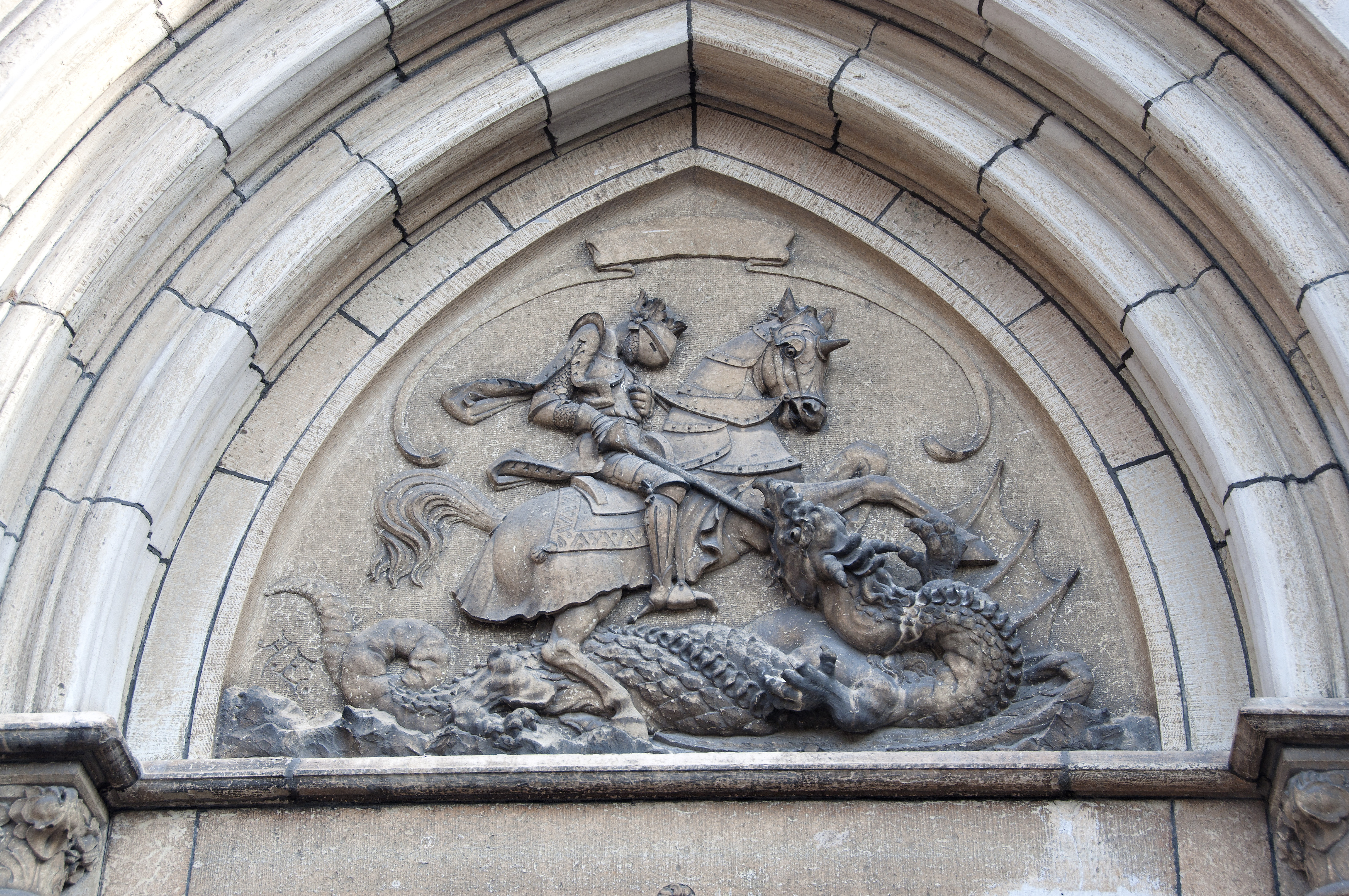
Saint Georges et le Dragon

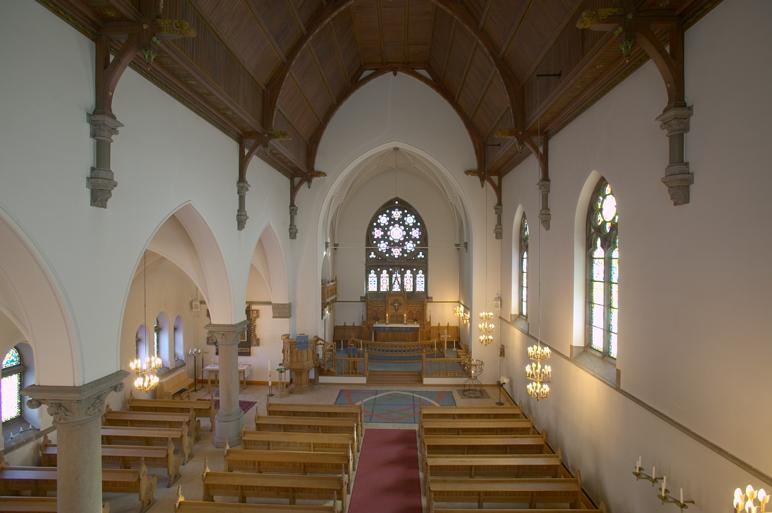
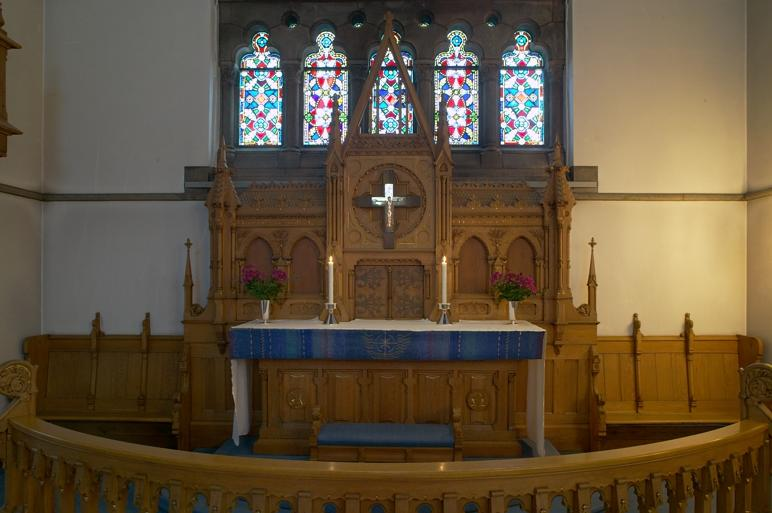
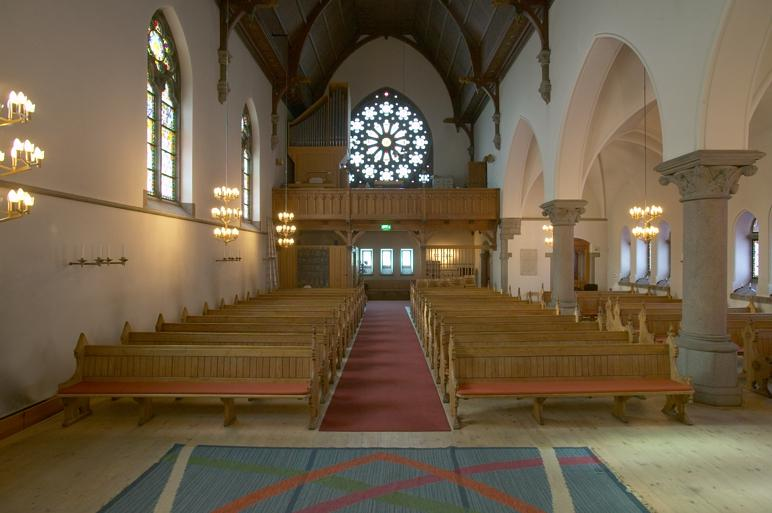